# Paul Skansi
Paul Anthony Skansi (Tacoma, 11 gennaio 1961) è un ex giocatore di football americano statunitense che ha giocato nel ruolo di wide receiver nella National Football League (NFL). Al college ha giocato a football a Washington.

## Carriera
Skansi fu scelto dai Pittsburgh Steelers nel quinto giro (133º assoluto) del Draft NFL 1983. L'anno successivo passò ai Seattle Seahawks, in cui si distinse come affidabile ricevitore nelle situazioni di terzo down. La sua annata di maggior successo fu nel 1989, quando ricevette 39 passaggi per 488 yard e 5 touchdown. La giocata più famosa della sua carriera si svolse l'11 novembre 1990 in casa dei Kansas City Chiefs quando ricevette da Dave Krieg il touchdown del pareggio da 25 yard nell'ultimo secondo di gara (Norm Johnson segnò poi l'extra point della vittoria nell'ultima giocata della sfida). I Seahawks vinsero quella partita, 17-16, con Krieg che sfuggì alla presa di Derrick Thomas in quello che sarebbe stato il suo ottavo sack della giornata (Thomas aveva già messo a segno su Krieg un record NFL di 7 sack).